# 京浜急行バス新子安営業所

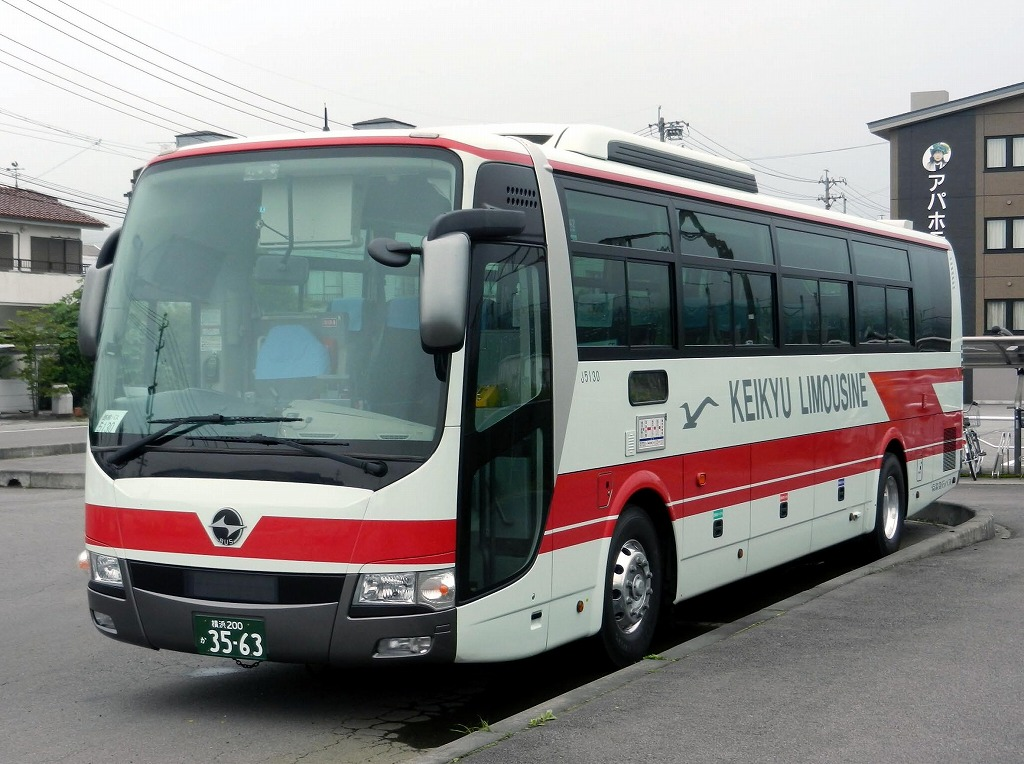
新子安営業所所属車両

京浜急行バス新子安営業所（けいひんきゅうこうバスしんこやすえいぎょうしょ）は、神奈川県横浜市神奈川区守屋町に所在する京浜急行バスの営業所。
羽田営業所・京浜島営業所から夜行高速バスとリムジンバスの一部路線を移管して営業開始した。かつての日本貨物鉄道（JR貨物）新興駅（2010年廃止）の跡地に開設されたため、登記上の所在地は当時の新興駅と同じである。

## 沿革
- 2012年4月16日 - 開設。
- 2012年12月1日 - 下記の路線を移管。
  - 京浜島営業所から移管
    - 羽田空港 - センター北駅・センター南駅
    - 羽田空港 - たまプラーザ駅
    - 羽田空港 - 本厚木駅・田村車庫[注釈 1]
    - 羽田空港 - 新百合ヶ丘駅
    - 羽田空港 - 海老名駅

  - 羽田営業所から移管
    - 羽田空港 - 君津
    - 羽田空港 - 蘇我駅
    - 羽田空港 - 二子玉川駅[注釈 2]
    - 羽田空港 - 草加駅・新越谷駅
    - 羽田空港 - 柏駅
    - 羽田空港 - 朝霞台駅・志木駅・ふじみ野駅
    - 羽田空港・横浜駅 - 新富士駅・富士宮駅
    - 羽田空港 - 河口湖駅・富士山駅
- 2020年10月1日 - 下記の路線を移管。
  - 羽田営業所へ移管
    - 羽田空港 - 渋谷駅
    - 羽田空港 - 柏駅
- 2021年9月1日 - 下記の路線を1路線に統合。
  - 羽田空港 - 新横浜駅・新横浜プリンスホテル
  - 羽田空港 - センター南駅・センター北駅

## 現行路線

### 羽田空港発着便
PASMO・Suica利用可能路線
- 千住大橋駅・北千住駅（東武バスセントラルと共同運行）
- 二子玉川駅・二子玉川ライズ楽天クリムゾンハウス（東急バス→東急トランセ→東急バスと共同運行）
- 谷保駅・国立駅南口・立川駅北口・パレスホテル立川・SORANO HOTEL・フォレストイン昭和館・昭島駅北口・拝島操車場（立川バスと共同運行）※2022年4月16日から京浜島営業所より移管
- 南町田グランベリーパーク駅・町田駅（町田バスセンター）・相模大野駅（神奈川中央交通と共同運行）
- 市が尾駅・たまプラーザ駅（東急バスと共同運行）
- 新横浜駅・新横浜プリンスホテル・センター南駅・センター北駅（東急バスと共同運行）

- 新百合ヶ丘駅（小田急バスと共同運行）※2023年2月28日をもって東急バスは撤退
- 本厚木駅・田村車庫（神奈川中央交通と共同運行。田村車庫発着は神奈中単独で運行）二俣川駅（相鉄バスと共同運行） ※2021年4月16日から杉田営業所より移管
- 「東京ディズニーリゾート®」（京成バス・東京空港交通・リムジンパッセンジャーサービス・東京ベイシティ交通と共同運行）※2022年4月16日から京浜島営業所より移管
- 西船橋駅・船橋駅（京成バスと共同運行）※2022年4月16日から京浜島営業所より移管
- 幕張新都心地区・稲毛海岸駅・千葉駅・千葉中央駅（京成バス・東京空港交通・ちばシティバスと共同運行）※2022年4月16日から京浜島営業所より移管
- 三井アウトレット木更津（小湊鉄道と共同運行）※2022年4月16日から京浜島営業所より移管
- 蘇我駅（小湊鉄道と共同運行）
- 袖ヶ浦・木更津駅 （日東交通・小湊鉄道・東京空港交通と共同運行） ※2016年12月17日から京浜島営業所より移管
- 木更津羽鳥野BS・君津バスターミナル・君津駅・君津製鐵所（日東交通と共同運行）
- 八潮駅・草加駅・新越谷駅（東武バスセントラルと共同運行）

PASMO・Suica利用不可能路線
- 河口湖駅・富士山駅（富士急バスと共同運行）

### 成田空港発着便
PASMO・Suica利用不可能路線
- 横浜駅 (YCAT) - 成田空港（東京空港交通・京成バスと共同運行）

### 横浜駅/YCAT発着便
PASMO・Suica利用不可能路線
- 横浜駅 (YCAT) - メッセ中央（幕張メッセ）：幕張メッセイベント開催時のみの限定運行（京成バスと共同運行）

### 中距離高速バス
PASMO・Suica利用可能路線
- 山下公園前・横浜駅東口 - 東京ディズニーリゾート（京成バスと共同運行）
- 横浜駅東口 - 市原駐車場・五井駅（小湊鉄道と共同運行）
- 横浜駅東口 - 袖ヶ浦BT・木更津駅・かずさアーク（小湊鉄道・日東交通と共同運行）
- 横浜駅東口 - 三井アウトレット木更津（小湊鉄道と共同運行）
- 横浜駅東口 - 羽田空港（第1・第2） - 君津BT - ハイウェイオアシス富楽里 - とみうら枇杷倶楽部 - 館山駅 （日東交通と共同運行）

概要
横浜駅と首都高速・東京湾アクアライン・館山自動車道を経由して館山地区を結ぶ。1日8往復の運行で、そのうち羽田空港を経由する便（第3T非経由）は京急便・日東便合わせて4往復のみである。羽田空港・横浜駅行は予約定員制（君津バスターミナル→羽田空港間は除く）だが、当日に空席がある場合は予約不要で乗車できる。車両は両社ともに化粧室付きのハイデッカー車を使用。
路線沿革
- 2007年（平成19年）9月1日：京浜急行バス（運行開始当時は羽田営業所の担当）・日東交通の2社共同で運行を開始。
- 2009年（平成21年）3月31日：君津BTへの乗り入れを開始。
- 2010年（平成22年）5月16日：横浜京急バス杉田営業所に移管、横浜京急バス運行委託路線となる。
- 2016年（平成28年）1月16日：新子安営業所に移管、横浜京急バス運行委託路線から直営に戻る。
- 2016年（平成28年）7月13日：交通系ICカード導入。

- 横浜駅東口 - 袖ヶ浦バスターミナル・木更津駅・かずさアーク（小湊鉄道・日東交通と共同運行）

- 横浜駅東口 - 羽田空港（第1・第2） - 市原鶴舞バスターミナル - 長南駐車場 - 茂原駅 （小湊鉄道長南営業所と共同運行）
  - 2010年頃：羽田営業所より移管の上、横浜京急バス運行委託路線となる。
  - 2013年（平成25年）4月28日：首都圏中央連絡自動車道（圏央道）の開通に伴い、経路を圏央道経由に変更。
  - 横浜駅と首都高速・東京湾アクアライン・首都圏中央連絡自動車道（圏央道）を経由して茂原地区を結ぶ。1日7往復が運行されている（羽田空港は第3ターミナル非経由）。
  - 2021年（令和3年）4月16日：杉田営業所より移管。

### 定期観光バス

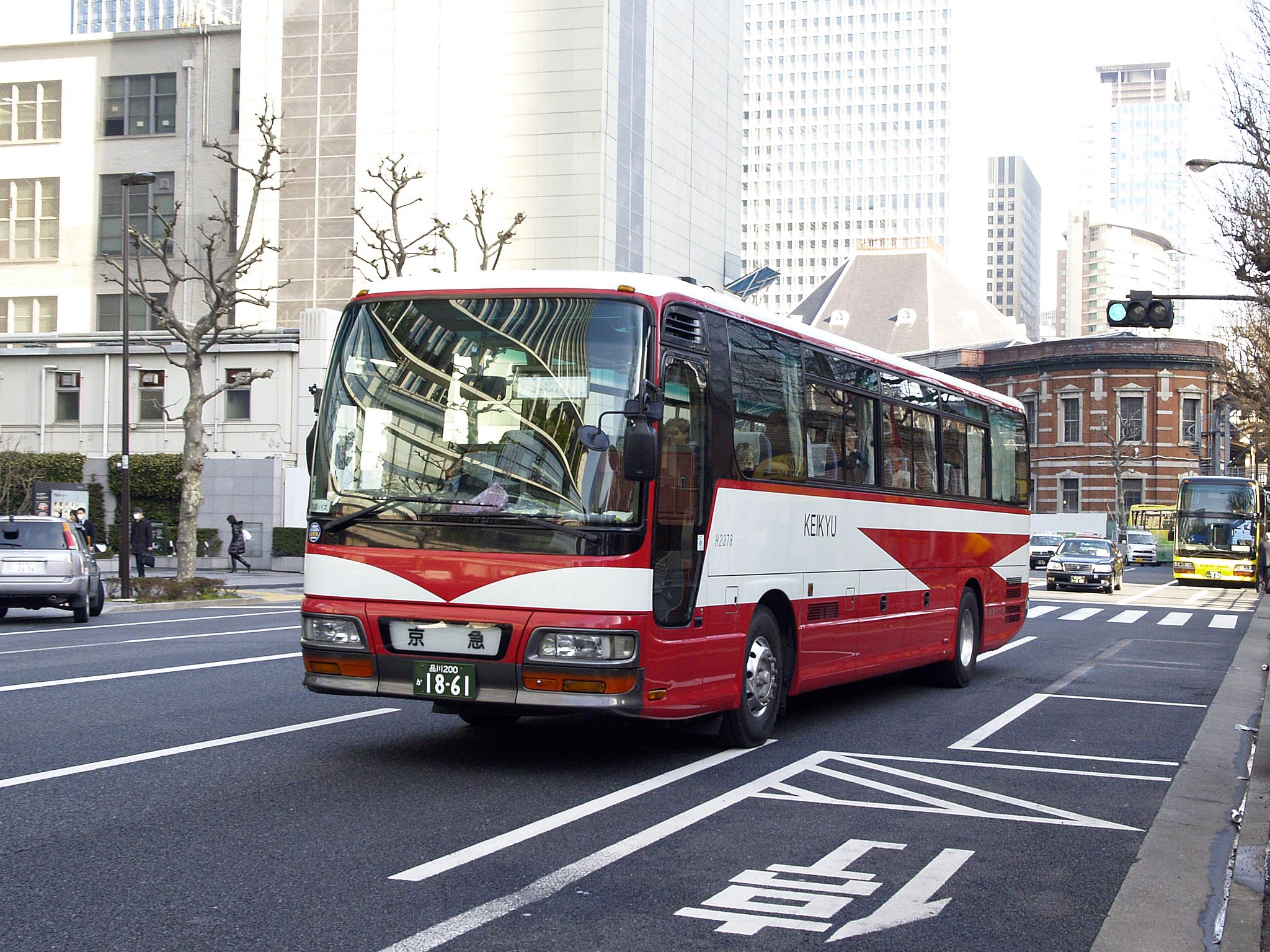
2013年までの定期観光専用車（2009年撮影）

- 東京駅丸の内南口 - （高速） - 鎌倉・江の島地区コース（はとバスと共同運行）

京急バスで唯一、毎日運行している定期観光バス。1958年（昭和33年）に旧東京営業所と、はとバスの前身の新日本観光の共同運行で立ち上げられた。
なお予約発券など窓口業務はすべてはとバスが行っており、京浜急行バスは実際の運行および車両業務のみを担当する。はとバス社内においても、路線免許扱いの東京都内定期観光コースと取り扱いが一部異なり、前日までに予約申し込みをした乗客がいなければ運行が中止されることもある。
使用車両は原則としてエアロエース（リムジンバス色）が用いられる（2013年3月までは京急観光バスから移籍してきた貸切色のいすゞ・ガーラが使用されていた）。

## 廃止・移管路線

### 羽田空港発着便
- 羽田空港 - 金田BT（一部便のみ停車）・袖ヶ浦・木更津駅 （日東交通・小湊鉄道・東京空港交通と共同運行）
  - 2016年（平成28年）1月16日に京浜島営業所へ移管された。
- 羽田空港 - 横浜駅 - 新富士駅・富士宮駅（富士急静岡バスと共同運行）
  - 2014年（平成26年）3月31日をもって運行終了。
- 横浜駅東口・羽田空港 - 軽井沢プリンスホテルウエスト・軽井沢駅（西武観光バスと共同運行）
  - 2019年（平成31年）1月14日をもって運行休止となった[1]。
- 朝霞台駅・志木駅・ふじみ野駅（東武バスウエストと共同運行）
  - 2021年（令和3年）3月16日に羽田営業所へ移管された。
- 横浜駅東口・羽田空港 - 下今市駅・東武日光駅・鬼怒川温泉駅（東武バス日光と共同運行）
  - 2021年（令和3年）3月31日をもって撤退。
- 羽田空港 - 新横浜駅・新横浜プリンスホテル（羽田空港発便のみ停車） - 市が尾駅（東急バスと共同運行）
  - 2022年（令和4年）7月1日のダイヤ改正により、市が尾駅発着便がたまプラーザ発着路線に統合されたことにより廃止された。
- 羽田空港 - 海老名駅（神奈川中央交通・相鉄バスと共同運行）
  - 2024年（令和6年）5月31日をもって廃止された[2]。

### 成田空港発着便
- 新横浜プリンスホテル・新横浜駅 - 成田空港（東京空港交通、リムジン・パッセンジャーサービス・川崎鶴見臨港バスと共同運行）
  - 2015年（平成27年）5月31日をもって運行休止となった。

### 川崎駅または横浜駅発着便
- 川崎駅 - 三井アウトレット木更津（川崎鶴見臨港バス・小湊鉄道と共同運行）
  - 2019年（平成31年）3月31日をもって撤退。
- 川崎駅 - 袖ヶ浦BT・木更津駅（川崎鶴見臨港バス・東京ベイサービス・小湊鉄道・日東交通と共同運行）
  - 2019年（平成31年）3月31日をもって撤退。
- 川崎駅・蒲田駅 - 東京ディズニーリゾート（京成バスと共同運行）
  - 2024年10月15日をもって撤退[3]。（川崎鶴見臨港バスに移管、京成バスと共同運行）
東京ディズニーリゾート方面行は午前中の4便で、そのうち蒲田駅を経由する便は京急便・京成便の各1便ずつ2便のみである。川崎駅行は午後以降の運行で、全便が蒲田駅に停車する。当初は京急（羽田営業所）の単独運行で蒲田駅は経由しなかったが、後に京成バス貸切センター（当時）が参入すると同時に蒲田駅を経由するようになった。

### 夜行高速バス
以下の夜行高速バス路線は、新子安営業所の新設に伴い、羽田営業所から移管された。

#### ノクターン号
- 横浜駅・品川BT⇔弘前バスターミナル・五所川原駅前

1986年（昭和61年）12月26日運行開始。京浜急行電鉄（当時）と弘南バスの共同運行。
運行休止中だったが、2021年（令和3年）3月15日をもって京浜急行バスは撤退した。

#### キャメル号
- 品川BT・渋谷⇔鳥取駅・倉吉駅
- 品川BT・渋谷⇔米子駅

1988年（昭和63年）5月17日運行開始。京浜急行電鉄（当時）と日本交通、日ノ丸自動車の共同運行。
運行休止中だったが、2021年（令和3年）3月15日をもって路線廃止された。

#### パイレーツ号
概要

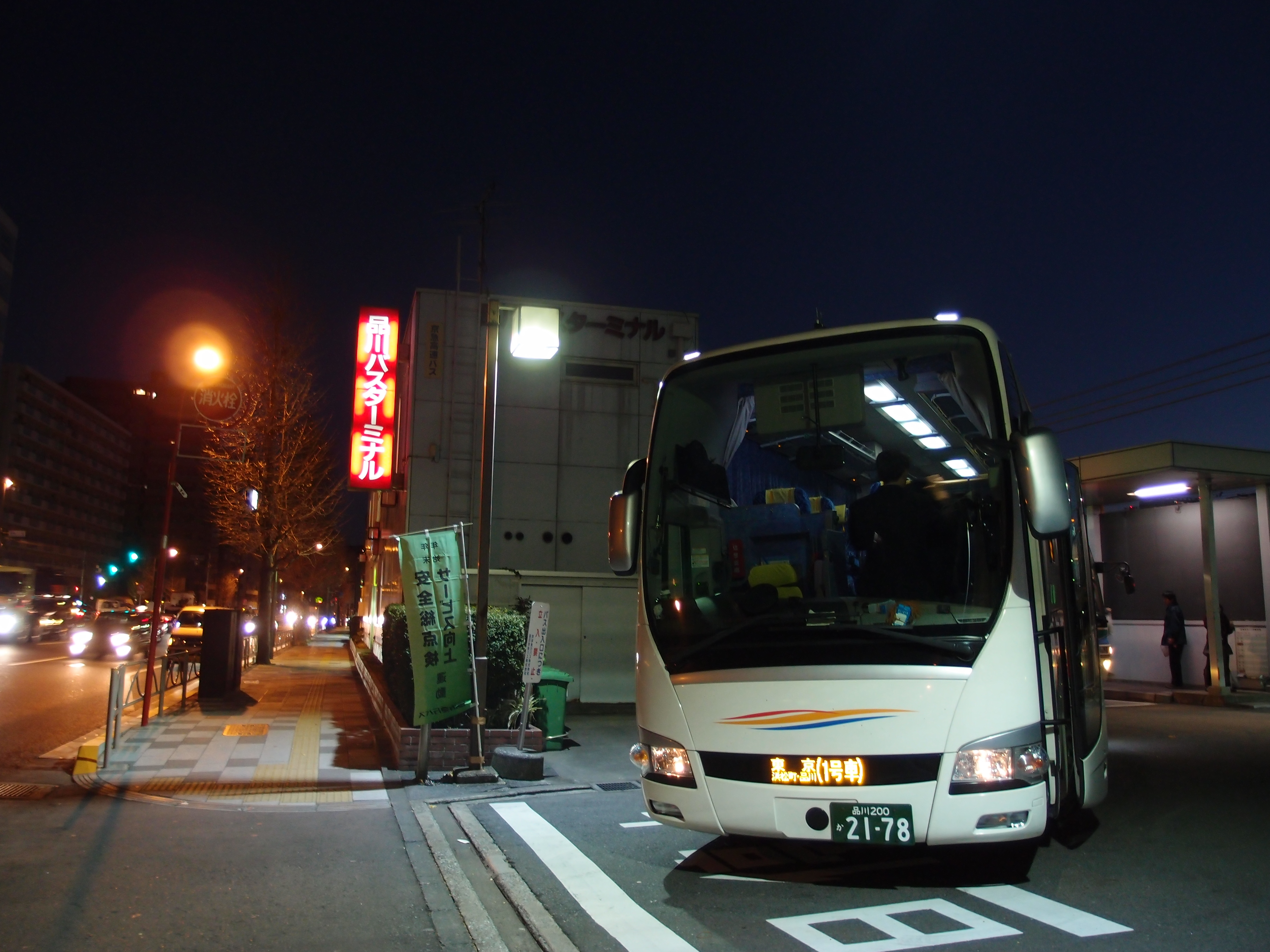
品川バスターミナルに到着したパイレーツ号（羽田営業所担当時代）

- 東京都港区（品川BT）と愛媛県今治市を結ぶ高速バス路線。

1989年（平成元年）7月14日運行開始。京浜急行電鉄（当時）とせとうちバスの共同運行。当初は羽田営業所が担当。路線愛称はかつて瀬戸内海を拠点に活躍した村上水軍に由来する。
運行開始当時は、所要時間が日本最長（13時間）のバス路線であった。
2015年（平成27年）9月30日をもってルブラン号（羽田京急バス）とともに京急が撤退し、翌10月1日からせとうちバスの単独運行となる。東京側の運行支援は継続していた。
2016年（平成28年）4月15日からは、東急トランセが東京側の新たなパートナーとして参入。同時に東京側を渋谷マークシティ発着・二子玉川ライズ経由に変更。これにより京浜急行バスによる運行支援も終了した。
停車停留所
- 品川バスターミナル - 浜松町世界貿易センター - 三島川之江 - 新居浜 - 西条 - 東予 - 今治桟橋（東京行のみ停車） - 今治国際ホテル - 今治桟橋（今治行のみ停車）

運行経路
- 東京都港区 - 首都高速道路3号渋谷線 - 東名高速道路 - 伊勢湾岸自動車道 - 新名神高速道路- 名神高速道路 - 中国自動車道 - 山陽自動車道 - 瀬戸中央自動車道 - 瀬戸大橋 - 高松自動車道 - 松山自動車道 - （新居浜IC）- 国道11号 - 愛媛県道11号新居浜角野線など - 新居浜（住友病院前）バス停 - 愛媛県道13号壬生川新居浜野田線など　- 西条登道バス停 - 壬生川駅前バス停 - 愛媛県今治市

路線沿革
- 1989年（平成元年）7月14日 - 運行開始[4]。
- 1997年（平成9年）7月19日 - 今治国際ホテル経由に変更。
- 2005年（平成17年）12月1日 - 東京側の運行会社を京浜急行バスから京急観光バスへ移管。
- 2008年（平成20年）
  - 3月16日 - 京急観光バスの会社清算に伴い、東京側の運行会社を京浜急行バスへ再移管。
  - 7月16日 - 新名神高速道路経由に経路を変更、それに伴い上下便とも出発時刻を20分繰り下げるダイヤ改正を実施。
- 2012年（平成24年）4月16日 - 新子安営業所新設[4]に伴い、羽田営業所から新子安営業所へ移管。
- 2015年（平成27年）9月30日 - この日を最後に運行撤退[4]。

使用車両
- 原則として、三菱ふそう・エアロクィーンスーパーハイデッカー独立3列シート車を使用していた。2013年3月に日野・セレガスーパーハイデッカー2台を導入し、主にパイレーツ号に投入されていた。
- 週末など多客日には続行便として2 - 3号車を運行する場合があり、2号車以降は運行会社が変わる場合があった。